# Glossario delle strutture matematiche
Questo glossario delle strutture matematiche raccoglie, le principali strutture utilizzate in matematica (strutture algebriche, relazionali, topologiche, ecc.) e le tipologie di spazi su cui esse si basano. Per ogni struttura viene fornita una breve spiegazione, rimandando ad articoli specifici per la loro trattazione completa.

## A

### Abeliano
Aggettivo usato nella teoria dei gruppi per indicare che l'operazione binaria interna di gruppo, semigruppo, monoide, ecc. è commutativa oltre che associativa
[indice]

### Albero
Grafo non orientato, connesso e privo di cicli (grafo non orientato nel quale ogni coppia di vertici è connessa da un solo cammino)
[indice]

### Algebra
Un'algebra (intesa come struttura matematica) è uno spazio vettoriale V in cui sia definita anche un'operazione (solitamente chiamata "moltiplicazione" o "prodotto") fra i vettori. Questa operazione generalmente è associativa, per cui spesso si usa, come sinonimo di algebra, la dizione algebra associativa.
Esistono varie categoria di algebre, che si differenziano fra loro dalle caratteristiche dello spazio vettoriale, delle proprietà della moltiplicazione fra vettori, o da ulteriori operazioni o restrizioni imposte su di esse.
- *-algebra  – Una *-algebra A è uno *-anello che sia un'algebra associativa su un altro *-anello B, sottoinsieme proprio di A Generalmente l'anello base è quello dei numeri complessi {\displaystyle \mathbb {C} } e l'operazione algebrica * rappresenta il complesso coniugato
- Algebra alternativa  – Algebra su un campo in cui ogni sottoalgebra generata da due suoi elementi è associativa. Un'algebra alternativa non necessariamente è associativa
- Algebra associativa – Ogni tipologia di algebra in cui la moltiplicazione fra vettori sia associativa
- Algebra commutativa  - Ogni tipologia di algebra in cui la moltiplicazione fra vettori sia commutativa
- Algebra degli ottonioni – Caso particolare di Algebra di Cayley-Dickson che estende l'algebra dei quaternioni mediante l'uso di 7 entità simboliche
- Algebra dei quaternioni – Caso particolare di Algebra di Cayley-Dickson. I quaternioni sono entità matematiche che estendono il concetto di numero complesso: invece di avere una sola entità astratta che rappresenta l'unità immaginaria (il cui quadrato dà -1), i quaternioni utilizzano tre entità simboliche (rappresentate con i, j, k) legate fra loro e con i numeri reali da relazioni definite in modo che formino un corpo non commutativo (in particolare: {\displaystyle i^{2}=j^{2}=k^{2}=ijk=-1,} da cui {\displaystyle ij=k,} ecc.)
- Algebra dei sedenioni – Caso particolare di Algebra di Cayley-Dickson che estende l'algebra degli ottonioni mediante l'uso di 15 entità simboliche
- Algebra di Banach – Algebra associativa su {\displaystyle \mathbb {R} } o {\displaystyle \mathbb {C} } che sia anche uno spazio di Banach e tale che la norma del prodotto sia sempre minore o uguale del prodotto delle norme
- Algebra di Boole – Algebra costruita su un insieme A di almeno due elementi, con due operazioni binarie (OR o disgiunzione ed AND o congiunzione), entrambe commutative ed entrambe distributive l'una rispetto all'altra; l'insieme di supporto A deve contenere un elemento neutro sia per l'operazione OR (convenzionalmente chiamato 0) sia per l'operazione AND (convenzionalmente chiamato 1); infine per ogni elemento x di A deve esistere il suo "complementare"  x' tale che OR(x, x') = 1 e AND(x, x')=0. La definizione di algebra di Boole può essere formulata, in modo equivalente, con altri sistemi di assiomi.

L'insieme delle parti di un insieme, munito delle operazioni di unione, intersezione e complementazione costituisce un'algebra booleana isomorfa a qualunque altra algebra di Boole con uguale cardinalità.
L'algebra binaria di Boole è la base per l'aritmetica dei calcolatori elettronici
- Algebra di Borel – È la più piccola σ-algebra su un insieme dotato di struttura topologica che sia compatibile con la topologia stessa (ovvero, che contenga tutti gli aperti della topologia).
- Algebre di Cayley-Dickson – Sequenza di algebre costruite sul campo dei numeri reali (ognuna ha il doppio delle dimensioni della precedente). Queste algebre estendono il concetto di numero complesso per arrivare a quello di numero ipercomplesso di cui fanno parte i quaternioni, gli ottetti, i sedenioni, ecc.
- Algebra di Clifford – Algebra associativa che possiede una forma quadratica (polinomio omogeneo di 2º grado). Estende la nozione di numero complesso e ha applicazioni in fisica teorica
- Algebra di divisione – Algebra definita su una struttura nella quale esistono gli inversi moltiplicativi di ogni elemento
- Algebra differenziale – Algebra definita su una struttura algebrica munita di un'ulteriore operazione unaria D, detta derivazione, che soddisfa la regola di Leibnitz sulla derivazione classica di un prodotto: D(xy)=D(x)y+ xD(y)
- Algebra di gruppo – Algebra che utilizza un gruppo come struttura base dello spazio vettoriale e l'estensione bilineare dell'operazione del gruppo come moltiplicazione dell'algebra
- Algebra di Heyting - Struttura di verità della logica intuizionista. Simile all'algebra di Boole, non è detto che sia chiusa rispetto alla complementazione
- Algebra di Hopf – Struttura che ha le proprietà di un'algebra associativa unitaria e di una coalgebra co-associativa e co-unitaria. Si tratta quindi di una bialgebra munita di antiautomorfismo
- Algebra di incidenza - Algebra associativa definita su un insieme parzialmente ordinato localmente finito, e un qualsiasi anello commutativo dotato di unità
- Algebra di insiemi – Algebra costruita su un sottoinsieme {\displaystyle \Omega } dell'insieme delle parti di un insieme assegnato. L'insieme {\displaystyle \Omega } deve soddisfare alcune condizioni: contenere l'insieme vuoto, per ogni sottoinsieme contenuto deve contenere anche il suo complementare, per ogni coppia di sottoinsiemi contenuti deve contenere anche la loro unione
- Algebra di Jordan – Algebra su un campo, non necessariamente associativa, ma con la moltiplicazione commutativa e in cui vale l'identità xy(xx) = x(y(xx)) per ogni x e y
- Algebra di Kleene – Algebra che generalizza le espressioni regolari. È definita su un semianello ed è munita di tre operazioni interne (somma, prodotto del semianello e una terza operazione indicata come "*"). Inoltre la somma deve essere idempotente, deve essere definito un ordine parziale sul semianello di sostegno, e sono definiti due ulteriori assiomi che riguardano l'operazione *:

1 + a(a*) ≤ a* per tutti gli a in A.
1 + (a*)a ≤ a* per tutti gli a in A
- Algebra di Lie – Algebra su un campo in cui sia definita un'ulteriore operazione interna all'insieme sostegno (prodotto di Lie) che sia bilineare, soddisfi l'identità di Jacobi e sia nilpotente. Viene usata principalmente per lo studio di oggetti geometrico-analitici come i gruppi di Lie e le varietà differenziabili.
- Algebra di Poisson – Algebra costruita sull'insieme delle funzioni di una varietà differenziabile (varietà di Poisson)
- Algebra di Virasoro - Algebra di Lie complessa che realizza un'estensione del campo dei polinomi complessi sulla circonferenza unitaria.
- Algebra normata  – Algebra associativa su {\displaystyle \mathbb {R} } o {\displaystyle \mathbb {C} } che sia anche uno spazio normato e tale che la norma del prodotto sia sempre minore o uguale del prodotto delle norme
- Algebra quadratica – Struttura algebrica per la quale vale la regola {\displaystyle xx=ry+sx}, dove {\displaystyle r} ed {\displaystyle s} sono elementi del campo di base e {\displaystyle y} un elemento invertibile dell'algebra
- Algebra simmetrica – k-algebra commutativa. In modo equivalente si può dire che è un'algebra tensoriale commutativa
- Algebra su campo – Algebra in cui lo spazio vettoriale insiste su un campo per cui è sinonimo di algebra
- Algebra tensoriale –
- Algebra unitaria – Algebra dotata di elemento neutro (unità) per la moltiplicazione
- B*-algebra – Algebra di Banach sul campo complesso in cui viene definita un'operazione interna detta involuzione (*) che, in un certo senso, estende il concetto di complesso coniugato. Generalizzazione di una C*-algebra
- Bialgebra – Struttura che sia contemporaneamente un'algebra associativa unitaria e una coalgebra sullo stesso campo; entrambe le strutture devono essere fra loro compatibili
- C*-algebra– Algebra di Banach sul campo complesso in cui viene definita un'operazione interna detta involuzione (*) che gode della proprietà {\displaystyle \|x^{*}x\|=\|x\|^{2}}     per ogni {\displaystyle x}.
- K-algebra – Sinonimo di "Algebra su campo" e quindi di algebra
- σ-algebra – Sottinsieme dell'insieme delle parti di un dato insieme {\displaystyle A} che contenga l'insieme vuoto, il complementare di ogni suo elemento e sia chiuso rispetto all'unione di un numero qualunque di suoi elementi. Una sigma-algebra è sempre anche un'algebra di insiemi.
- σ-algebra di Borel – Sinonimo di Algebra di Borel

[indice]

### Anello
Struttura algebrica costituita da un insieme A in cui siano definite due operazioni binarie interne, chiamate convenzionalmente "addizione" (simbolo: +) e "moltiplicazione" (simbolo: •), in cui:
- l'addizione sia associativa e commutativa, dotata di elemento neutro e con ogni elemento dotato di inverso (in pratica (A, +) deve essere un gruppo abeliano)
- la moltiplicazione sia associativa (in pratica (A, •) deve essere un semigruppo)
- la moltiplicazione sia distributiva rispetto all'addizione.

Se anche la moltiplicazione è commutativa, si parla di anello commutativo
In genere un insieme A che sia un anello si indica con (A, + •)
Alcuni autori definiscono un anello in modo leggermente differente: viene richiesto che la moltiplicazione, oltre ad essere associativa, abbia anche l'elemento neutro (in pratica, quindi, si richiede che (A, •) sia un monoide e non semplicemente un semigruppo). Quindi in questo caso un anello coincide con quello che in questo glossario viene definito anello unitario, e la struttura definita inizialmente invece di anello viene chiamata pseudoanello

[indice]

### Anelloide
Struttura algebrica costituita da un insieme (insieme sostegno) sul quale sono definite due operazioni binarie interne, dette convenzionalmente "addizione" (simbolo: +) e "moltiplicazione" (simbolo: •) che non sono obbligate a soddisfare alcuna condizione o proprietà.
Per alcuni autori l'anelloide è tale solo se la moltiplicazione è distributiva rispetto all'addizione
[indice]

### Anello unitario
Anello in cui la moltiplicazione non solo è associativa, ma è dotata di elemento neutro (detto unità)
[indice]

### Antiautomorfismo
Applicazione biunivoca di un insieme su se stesso che sia un antiomomorfismo e la cui inversa sia pure un antiomomorfismo
[indice]

### Antiomomorfismo
Funzione tra due strutture algebriche dello stesso tipo dotate di moltiplicazione che inverte  l'ordine dei fattori della moltiplicazione (in pratica, se f è la funzione, allora f(xy) = f(y)f(x) )
[indice]

### Automorfismo
Isomorfismo di un oggetto matematico in se stesso. È quindi un modo di mappare l'oggetto su se stesso preservandone tutte le strutture caratteristiche
[indice]

## B

### B*-algebra
Vedere algebra
[indice]

### Bialgebra
Vedere algebra
[indice]

## C

### C*-algebra
Vedere algebra
[indice]

### Campo
Struttura algebrica costituita da un insieme A dotato di due operazioni: somma (+) e moltiplicazione (•) tale che (A,+) sia un gruppo abeliano con 0 come elemento neutro, (A-{0}, •) sia un gruppo abeliano con 1 come elemento neutro, e la moltiplicazione sia distributiva rispetto alla somma. In pratica un campo è un corpo commutativo. I campi sono essenziali per la definizione degli spazi vettoriali
[indice]

### Campo ordinato
Campo dotato di un ordinamento totale
[indice]

### Ciclo
Sinonimo di Loop

### Coalgebra
Struttura duale ad un'algebra associativa unitaria. Ciò significa che, se si rappresentano gli assiomi di un'algebra tramite diagrammi commutativi, per ottenere gli assiomi della coalgebra basta invertire il senso di tutte le frecce
[indice]

### Corpo
Struttura algebrica costituita da un insieme A dotato di due operazioni: somma (+) e moltiplicazione (•) tale che (A,+) sia un gruppo abeliano con 0 come elemento neutro, (A-{0}, •) sia un gruppo con 1 come elemento neutro, e la moltiplicazione sia distributiva rispetto alla somma. In pratica un corpo si differenzia da un è un campo in quanto la moltiplicazione non è commutativa
[indice]

## D

### Digrafo
Grafo in cui gli archi sono orientati
[indice]

### Dominio d'integrità
Anello commutativo in cui gli elementi neutri additivo (0) e moltiplicativo (1) sono fra loro distinti e il prodotto di due qualunque elementi diversi da 0 è ancora un elemento diverso da 0 (in pratica è un anello commutativo privo di divisori dello zero)
[indice]

## E

### Endomorfismo
Funzione dall'insieme sostegno di una struttura algebrica in sé stessa, che preservi le operazioni. In altre parole, è un omomorfismo della struttura algebrica in sé stessa
[indice]

### Epimorfismo
Omomorfismo suriettivo
[indice]

## G

### Grafo
Coppia ordinata di insiemi G=(V,A) tali che ogni elemento di A sia una coppia di elementi di V. Gli elementi di V si chiamano vertici o nodi, quelli di A si chiamano archi; si dice che gli archi collegano fra loro due vertici. Se gli archi sono orientati si parla di "grafo orientato", "grafo diretto" o "digrafo"
[indice]

### Gruppo
Struttura algebrica costituita da un insieme dotato di un'operazione binaria interna chiamata convenzionalmente "addizione" (simbolo: +) che:
- sia associativa
- sia dotata di un elemento neutro che addizionato ad ogni altro elemento dell'insieme lo lasci invariato (convenzionalmente chiamato "0")
- ogni elemento sia dotato di un elemento inverso (ogni elemento addizionato al suo inverso dà come risultato 0).

Un insieme G che sia un gruppo, in genere viene indicato come (G, +).
Si definiscono varie tipologie di gruppi a seconda di ulteriori proprietà a loro richieste:
- Gruppo abeliano - Gruppo in cui l'addizione è commutativa
- Gruppo ciclico – Gruppo generato da un solo elemento
- Gruppo commutativo - Sinonimo di gruppo abeliano
- Gruppo diedrale – Gruppo delle isometrie del piano (rotazioni, simmetrie) che lasciano invariati i poligoni regolari
- Gruppo di Galois – Gruppo associato ad un'estensione di campi (coppie di campi contenuti l'uno nell'altro)
- Gruppo finito – Gruppo costruito su un insieme con un numero finito di elementi
- Gruppo ordinato – Gruppo dotato di una relazione d'ordine che preserva l'operazione del gruppo (se a < b allora a+x < b+x  per ogni x nel gruppo)
- Gruppo semplice – Gruppo che non contiene sottogruppi normali se non quelli banali
- Gruppo simmetrico – Gruppo formato dalle permutazioni degli elementi di un insieme dato

[indice]

### Gruppoide
Usato sia come sinonimo di Magma sia di Gruppoide di Brandt

### Gruppoide di Brandt
Struttura algebrica dotata di un'operazione interna (quindi un magma) che sia anche un gruppo su un sottoinsieme del proprio insieme sostegno
[indice]

## I

### Ideale
Sottoinsieme di un anello che sia chiuso rispetto all'addizione e alla moltiplicazione con qualunque elemento dell'anello.
Siccome un anello non è necessariamente commutativo rispetto alla moltiplicazione, un ideale può essere destro o sinistro a seconda del lato considerato nella moltiplicazione stessa. Un ideale contemporaneamente destro e sinistro (come nel caso in cui l'anello sia commutativo) prende il nome di ideale bilatero
[indice]

### Isomorfismo
Applicazione biiettiva tra due strutture matematiche della stessa specie tale che sia l'applicazione, sia la sua inversa siano omomorfismi, cioè applicazioni che conservano le operazioni in esse definite, insieme alle loro caratteristiche. Due strutture isomorfe (in cui esiste un isomorfismo fra di loro) si possono considerare uguali  in quanto le caratteristiche dimostrate su una di esse possono essere riportate anche nell'altra
[indice]

## K

### K-algebra
Vedere Algebra

## L

### Left loop
Vedere Loop

### Loop
Struttura algebrica fondata su un insieme A, dotata di un'operazione interna (+) che sia:
- non associativa
- dotata di elemento neutro
- tale che l'equazione a+x = b ammette una sola soluzione per ogni elemento a  in A
- tale che l'equazione x+a = b ammette una sola soluzione per ogni elemento a  in A

Se l'ultima condizione non è verificata, allora la struttura prende il nome di left loop
Un loop associativo è un gruppo.
Un loop di Moufang è un quasigruppo (Q, *) soddisfacente le condizioni:
(a*b)*(c*a) = (a*(b*c))*a per ogni a, b, c in Q

[indice]

## M

### Magma
Detto anche gruppoide, è la struttura algebrica più semplice: sull'insieme sostegno viene definita una sola operazione binaria interna (quindi il risultato dell'operazione deve essere un elemento dell'insieme sostegno) che non deve soddisfare alcuna condizione o proprietà.
[indice]

### Modulo
Struttura che generalizza quella di spazio vettoriale: l'insieme degli scalari non deve essere necessariamente un campo, ma è sufficiente che sia un anello
[indice]

### Monoide
Struttura algebrica costituita da un insieme dotato di un'operazione binaria interna chiamata convenzionalmente "addizione" (simbolo: +) che sia:
- associativa
- dotata di un elemento neutro che addizionato ad ogni altro elemento dell'insieme lo lasci invariato (convenzionalmente chiamato "0")

Un monoide è quindi un semigruppo dotato di elemento neutro

[indice]

### Monomorfismo
Omomorfismo iniettivo
[indice]

### Morfismo
Processo astratto (espresso in genere tramite una funzione) che trasforma una struttura matematica in un'altra mantenendo alcune caratteristiche "strutturali" della prima. A seconda delle caratteristiche della trasformazione, il morfismo viene chiamato endomorfismo, omomorfismo, isomorfismo, ecc.
[indice]

### Multidigrafo
Struttura che generalizza quella di digrafo assegnandogli anche le caratteristiche del multigrafo: come questa è costituita da vertici collegati da uno o più archi, e cappi  che collegano un vertice con sé stesso, ma, come i digrafi, gli archi e i cappi sono orientati
[indice]

### Multigrafo
Grafo in cui gli archi, oltre a collegare due vertici, possono collegare un vertice con sé stesso (in tal caso l'arco si chiama cappio), con l'ulteriore possibilità che due vertici possano essere collegati da più archi distinti, o che un vertice presenti più cappi distinti.
[indice]

## O

### Omeomorfismo
- Topologia - Funzione fra due spazi topologici che sia continua, biunivoca e la cui inversa sia anch'essa continua. L'omeomorfismo, concetto molto importante in topologia, cattura l'idea intuitiva di "deformazione senza strappi".

Se la relazione fra gli spazi topologici si comporta solo localmente come un omeomorfismo, allora si parla di omeomorfismo locale
Due spazi topologici omeomorfi sono, da un punto di vista topologico, praticamente uguali
- Teoria dei grafi - Due grafi G e H si dicono omeomorfi se e solo se possono essere ottenuti da uno stesso grafo K mediante due sequenze (finite) di suddivisioni elementari di archi (operazione che modifica un arco in due archi incidenti in un nuovo vertice)

[indice]

### Omomorfismo
Funzione tra due strutture algebriche dello stesso tipo che conserva le operazioni in esse definite
[indice]

### Omotopia
Date due funzioni continue fra due spazi topologici, l'omotopia è una trasformazione che "deforma con continuità" una delle funzioni nell'altra
[indice]

### Operazione interna
Relazione di un insieme con se stesso che ad alcuni elementi (chiamati operandi) fa corrispondere un elemento dell'insieme stesso. Per esempio l'operazione somma è un'operazione interna per i numeri naturali (la somma di due naturali è sempre un naturale); viceversa l'operazione sottrazione non lo è (è però interna all'insieme dei numeri interi). Le operazioni interne si possono raggruppare in base al numero di operandi:
- operazione unaria quando è presente un solo operando (per esempio l'inversione di segno per i numeri relativi, la negazione in algebra booleana, la complementarità in insiemistica, ecc.)
- operazione binaria quando si applica a due operandi. Sono le operazioni più frequentemente usate (somma, moltiplicazione, unione e intersezione insiemistica, ecc.)
- operazione ternaria  quando si applica a tre operandi. Esempio: siano x, y, z tre vettori, e sia <x,y> il prodotto scalare, allora l'operazione T(x,y,z) =<x,y> z + <x,z> y + <y,z> x è un'operazione ternaria.
- in generale: operazione n-aria quando si applica ad n operandi (n è l'arietà dell'operazione)

[indice]

### Ordinamento
Vedere Relazione d'ordine

## P

### Pluridigrafo
Famiglia di digrafi costruiti sopra un unico insieme di vertici

### Plurigrafo
Famiglia di grafi costruiti sopra un unico insieme di vertici

### Preordine
Relazione di un insieme A in sé stesso che sia riflessiva e transitiva. In pratica è una relazione più debole della relazione d'ordine in quanto non è necessariamente antisimmetrica
[indice]

### Pseudoanello
Coincide con quello che a volte viene chiamato anello Vedere la voce anello per i dettagli

### Pseudogruppo
Sinonimo di semigruppo

## Q

### Quasi-anello
Struttura algebrica più debole dell'anello: in particolare non si richiede che l'addizione sia commutativa, e si richiede che la moltiplicazione sia associativa da un solo lato e non da entrambi (si parla infatti di quasi-anelli sinistri o quasi-anelli destri a seconda del lato in cui vale le proprietà distributiva).
[indice]

### Quasigruppo
Magma definito su un insieme sostegno Q mediante un'operazione binaria interna * (simbolo: (Q, *)), in cui per ogni elemento di Q può essere definito un elemento inverso (destro e/o sinistro) in modo tale che per ogni a, b in Q esistano un unico elemento x e un unico elemento y che soddisfano rispettivamente le equazioni:
- a * x = b
- y * a = b

Si dice anche che un magma è un quasigruppo quando è sempre ammessa l'operazione di "divisione"
L'operazione di un quasi gruppo non deve necessariamente essere né associativa né commutativa

[indice]

## R

### Relazione di equivalenza
Relazione di un insieme A in sé stesso che sia riflessiva, simmetrica e transitiva. Indicando la relazione col simbolo generico ≈  se x, y e z sono elementi di A , le tre proprietà elencate significano che:
- x ≈ x
- se x ≈ y ne consegue che y ≈ x
- se x ≈ y e y ≈ z allora x ≈ z

[indice]

### Relazione d'ordine
Relazione di un insieme A in sé stesso che sia riflessiva, antisimmetrica e transitiva. Indicando la relazione con ≤,  se x, y e z sono elementi di A, le tre proprietà elencate significano che:
- x ≤ x
- se x ≤ y e y ≤ x allora x = y (da cui si deduce  che x = x)
- se x ≤ y e y ≤ z allora x ≤ z

L'insieme A e la relazione ≤  (struttura (A, ≤)) prende il nome di insieme ordinato o insieme parzialmente ordinato
Esistono vari tipi di relazione d'ordine a seconda di sue ulteriori proprietà:
- Relazione d'ordine parziale se esistono elementi dell'insieme a cui la relazione non è applicabile
- Ordine totale se è applicabile a tutti gli elementi dell'insieme (che diviene un insieme totalmente ordinato).
- Reticolo (matematica) quando in un insieme parzialmente ordinato ogni coppia di elementi possiede un estremo superiore ed un estremo inferiore (i reticoli sono strutture algebriche).
- Buon ordine quando in un insieme totalmente ordinato ogni sua catena ascendente ha un massimo (o, viceversa, ogni sua catena discendente ha un minimo). L'insieme di base prende il nome di insieme ben ordinato
- Ordine denso quando presi due qualunque elementi di un insieme totalmente ordinato, uno maggiore dell'altro, esiste sempre un terzo elemento che si può inserire fra i due

[indice]

### Reticolo
Vedere Relazione d'ordine

## S

### Semianello
Struttura algebrica costituita da un insieme A in cui sono definite due operazioni binarie interne chiamate convenzionalmente "addizione" (simbolo: +) e "moltiplicazione" (simbolo: •) in cui:
- l'addizione e la moltiplicazione sono entrambe associative
- l'addizione è dotata di elemento neutro (in pratica (A, +) è un monoide mentre  (A, •) è un semigruppo)
- la moltiplicazione è distributiva rispetto all'addizione
- l'elemento neutro additivo usato nella moltiplicazione "annichila" qualunque elemento dell'insieme, cioè lo trasforma nell'elemento neutro stesso (x • 0 = 0 • x = 0 qualunque sia x in A)

[indice]

### Semianello unitario
Semianello in cui anche la moltiplicazione è dotata di elemento neutro moltiplicativo
[indice]

### Semigruppo
Struttura algebrica costituita da un insieme dotato di un'operazione binaria interna associativa.
Un semigruppo è quindi un magma associativo
[indice]

### Semireticolo
Magma in cui l'operazione binaria in esso definita è associativa, commutativa ed idempotente
[indice]

### Sigma-algebra
Vedere Algebra di Borel

### Simplettomorfismo
In teoria delle categorie è un isomorfismo della categoria delle varietà simplettiche
[indice]

### Sottoalgebra
Sottoinsieme S (non vuoto) di un'algebra A che a sua volta è un'algebra con tutte le proprietà richieste.
[indice]

### Sottogruppo
Sottoinsieme S di un gruppo G che sia a sua volta un gruppo rispetto alla stessa operazione definita in G
[indice]

### Spazio
Termine generico che indica l'ambiente in cui sono definite strutture matematiche più specifiche come, superfici, algebre, probabilità, metriche, ecc.
In genere il termine "Spazio" è seguito da un aggettivo, o dal nome del matematico che lo ha introdotto/studiato, che ne determina le proprietà.
- Spazio affine - Spazio vettoriale privo di "punti privilegiati" (in pratica senza l'origine). Si tratta di una struttura costituita da un insieme munito di una funzione f che ad ogni coppia di elementi (chiamati punti) associa un vettore di uno spazio vettoriale V. Tale funzione deve soddisfare due proprietà che garantiscano che, fissato un punto qualsiasi p come origine dello spazio, i vettori f(p,q) al variare di q formino uno spazio vettoriale isomorfo a V
- Spazio completamente regolare - Spazio topologico che soddisfa alcune condizioni minime di regolarità, comprese tra gli assiomi di separazione
- Spazio completo - Uno spazio è completo quando ogni sua successione di Cauchy converge ad un punto dello spazio stesso
- Spazio di Baire – La definizione rigorosa di spazio di Baire è stata modificata varie volte per adattarla ai punti di vista via via proposti dal pensiero matematico. Si tratta di uno spazio topologico "sufficientemente ricco di punti" da poter permettere particolari processi che coinvolgono il concetto di limite. In particolare, per la teoria degli insiemi, lo spazio di Baire è l'insieme di tutte le successioni infinite di numeri naturali.
- Spazio di Banach - Spazio normato completo (ovvero, in cui ogni successione di Cauchy è convergente ad un punto dello stesso spazio) rispetto alla metrica introdotta dalla norma
- Spazio di Borel - Spazio misurabile generato da una topologia. Spazio di supporto per le algebre di Borel
- Spazio di Calabi-Yau - Varietà differenziabile a variabili complesse, con uno spinore (elemento di uno spazio vettoriale complesso che estende il concetto di vettore.) armonico non evanescente
- Spazio di Fréchet – Spazio topologico individuato dalle sue successioni convergenti (vedere "Una generalizzazione degli spazi di Fréchet")
- Spazio di Gauss-Bolyai-Lobachevsky – Spazio non euclideo con curvatura costante negativa. Spazio di supporto alla geometria iperbolica
- Spazio di Hardy – In analisi complessa è l'analogo dello spazio Lp in analisi funzionale.
- Spazio di Hausdorff – Spazio topologico in cui, presi due punti qualsiasi, è sempre possibile trovare loro intorni disgiunti
- Spazio di Hausdorff completo – Detto anche Spazio funzionale di Hausdorff o  Spazio di Urysohn, è uno spazio topologico in cui ogni coppia di punti può essere separate da una funzione. Questa definizione è più restrittiva di quella imposta per uno di uno spazio di Hausdorff
- Spazio di Hilbert – Spazio vettoriale che generalizza la nozione di spazio euclideo. Praticamente è uno spazio vettoriale su cui è definito un prodotto scalare, e quindi una norma (uno spazio di Hilbert è quindi uno spazio metrico) tale che sia garantita la completezza (ovvero che ogni successione di Cauchy converga ad un punto dello spazio stesso). Generalmente i vettori di uno spazio di Hilbert sono successioni o funzioni
- Spazio di Kolmogorov – Spazio topologico in cui, per ogni coppia di punti distinti, esiste almeno un aperto che ne contenga uno, ma non l'altro (assioma di separazione)
- Spazio di misura – Spazio misurabile dotato di una misura. Struttura che generalizza i concetti elementari di lunghezza distanza, area, ecc.
- Spazio di misura#Spazio di probabilità – Spazio di misura in cui la misura di qualunque insieme misurabile, detta misura di probabilità, è non negativa, e la misura dell'intero insieme è uguale ad uno
- Spazio di prossimità – Struttura topologica che cattura alcune caratteristiche proprie della vicinanza fra oggetti. Un insieme X dotato di un'operazione binaria * (relazione di vicinanza) sull'insieme delle parti di X è detto spazio di prossimità se soddisfa i seguenti assiomi per tutti i sottoinsiemi A, B, C di X
  1. A *  B ⇒ B *  A (A * B significa: A è vicino a B)
  2. A * B ⇒ A ≠ ø
  3. A∩B ≠ ø ⇒ A * B
  4. A *  (B∪C) ⇔ (A *  B or A * C)
  5. (∀E, A *  E or B *  (X−E)) ⇒ A * B
- Spazio di Riemann – Sinonimo di spazio metrico
- Spazio di Sierpinski – Spazio topologico finito, costituito da due soli punti, di cui solo uno è un insieme chiuso. È il più piccolo spazio topologico non banale né discreto
- Spazio di Sobolev – Spazio vettoriale di funzioni, normato tramite una combinazione delle norme Lp della funzione stessa e delle sue derivate fino ad un certo ordine; rispetto a tale norma lo spazio è completo, e quindi è uno di Banach. Le soluzioni delle equazioni alle derivate parziali vengono generalmente cercate in spazi di Sobolev
- Spazio di Tychonoff - Spazio topologico che sia contemporaneamente completamente regolare e di Husdorff
- Spazio di Urysohn – Sinonimo di Spazio di Hausdorff completo: spazio topologico in cui ogni coppia di punti può essere separata da un intorno chiuso
- Spazio duale o Spazio duale algebrico – Spazio vettoriale i cui elementi sono i funzionali lineari che agiscono su un altro spazio vettoriale. Il concetto di spazio duale sta a fondamento della nozione di tensore.
- Spazio euclideo – Spazio vettoriale i cui punti sono n-uple di numeri reali. Il numero n è la dimensione dello spazio. In pratica la nozione di spazio euclideo estende la normale nozione di retta (quando n = 1), piano (quando n = 2) e spazio fisico (quando n = 3) a "spazi" di dimensioni superiori. Lo spazio euclideo quindi è uno spazio metrico con i normali concetti di distanza, lunghezza, angolo, ecc.
- Spazio funzionale – Insieme di funzioni con caratteristiche predefinite e con uguali dominio e condominio
- Spazio Lp – Spazio funzionale delle funzioni a p-esima potenza sommabile. I suoi elementi sono classi di funzioni misurabili. L'esponente p può essere un qualunque reale maggiore o uguale a 1 (al limite infinito). Gli spazi Lp sono spazi di Banach, mentre lo spazio L2 è anche uno spazio di Hilbert
- Spazio l2 – Spazio vettoriale e metrico di tutte le successioni di numeri reali (o complessi) a quadrato sommabili (cioè con:{\displaystyle \sum _{n=1}^{\infty }|a_{n}|^{2}<\infty })
- Spazio metrico – Insieme fra i cui elementi viene definita una distanza, detta metrica, ovvero una funzione che associa ad ogni coppia di elementi un numero non negativo (nullo solo se i due punti coincidono), che sia simmetrica e che rispetti la disuguaglianza triangolare. Lo spazio metrico più naturale è lo spazio euclideo in cui la metrica non è altro che la distanza fra due punti. Uno spazio metrico è completo quando ogni sua successione di Cauchy converge ad un punto dello spazio
- Spazio metrizzabile – Spazio topologico in cui l'insieme sostegno è dotato di una metrica tale che la topologia da questa indotta sia proprio la topologia dello spazio. Gli spazi metrizzabili sono omeomorfi agli spazi metrici e ne inducono tutte le proprietà
- Spazio misurabile – Struttura matematica che fornisce la base per la teoria della misura (funzioni e insiemi misurabili, integrali, ecc.). Formalmente è una coppia costituita da un insieme non vuoto (detto spazio campionario) e da una σ-algebra su di esso. Ogni sottoinsieme dello spazio campionario che appartiene alla σ-algebra si chiama insieme misurabile
- Spazio normale - Spazio topologico in cui, presa una coppia qualsiasi di insiemi chiusi disgiunti, è sempre possibile trovare una coppia di aperti disgiunti che contengano rispettivamente i chiusi
- Spazio normato – Spazio vettoriale in cui ad ogni elemento (punto) è associata una lunghezza chiamata norma che:
  - sia sempre non negativa e valga zero solo per il vettore nullo,
  - se il vettore viene moltiplicato per uno scalare, allora anche la sua norma viene moltiplicata per lo stesso scalare,
  - rispetti la disuguaglianza triangolare
- Spazio polacco - Spazio topologico che sia separabile e metrizzabile in modo completo. Nel caso in cui ci si riferisca ad una particolare metrica, si parla anche di spazio metrico polacco.
- Spazio proiettivo – Spazio euclideo a cui vengono aggiunti tutti i suoi punti all'infinito, ognuno dei quali rappresenta la direzione di una retta dello spazio euclideo
- Spazio pseudometrico – Generalizzazione dello spazio metrico: in uno spazio pseudometrico due punti distinti possono avere distanza nulla
- Spazio quoziente - Spazio vettoriale ottenuto da una coppia di spazi vettoriali {\displaystyle U\subset V} uno contenuto nell'altro. Lo spazio quoziente si ottiene "collassando" {\displaystyle U} allo zero.
- Seminorma – Spazio vettoriale in cui ad ogni elemento (punto) è associata una lunghezza chiamata seminorma, più "debole" della norma in quanto essa può valere zero anche per vettori non nulli
- Spazio separato – Sinonimo di Spazio di Hausdorff
- Spazio tensoriale –
- Spazio T0 – Sinonimo di Spazio di Kolmogorov
- Spazio T2 – Sinonimo di Spazio di Hausdorff
- Spazio T2 ½  – Sinonimo di Spazio di Urysohn
- Spazio topologico – Spazio che sta alla base della topologia. È costituito da una coppia di oggetti matematici (A, T), dove A è un insieme e T una collezione di suoi sottoinsiemi aperti tali che: l'insieme vuoto e A siano aperti, l'unione di aperti sia un aperto, e l'intersezione di un numero finito di aperti sia un aperto. La collezione T di aperti prende il nome di topologia di A. Intuitivamente, ciò che caratterizza uno spazio topologico è la sua forma, e non la distanza fra i suoi punti, che può non essere definita.
- Spazio topologico vettoriale – Spazio contemporaneamente topologico e vettoriale
- Spazio ultrametrico – Spazio metrico la cui metrica, detta ultrametrica o supermetrica soddisfa una condizione più restrittiva della disuguaglianza triangolare: la distanza fra due punti deve essere minore o uguale alla massima distanza fra ciascuno dei due punti e un terzo punto
- Spazio uniforme – Spazio topologico dotato di una struttura uniforme, che consente di definire proprietà uniformi, come la completezza, la continuità uniforme e la convergenza uniforme. Negli spazi uniformi è possibile definire nozioni di vicinanza relativa e vicinanza tra punti, che non è possibile stabilire con il solo utilizzo della struttura topologica.
- Spazio vettoriale - Moltissime strutture matematiche sono basate su spazi vettoriali (le algebre, gli spazi normati, ecc). Sia V un gruppo commutativo (V,+) e K un campo, e sia definita un'operazione esterna che ad ogni coppia di elementi rispettivamente in V e in K associa un elemento di V, allora si dice che V è uno spazio vettoriale se l'operazione esterna è associativa, distributiva rispetto all'addizione degli elementi di K e rispetto agli elementi di V, e l'elemento neutro di K è neutro anche per l'operazione esterna. V prende il nome di insieme sostegno dello spazio vettoriale, mentre i suoi elementi prendono il nome di vettori, e quelli del campo K di scalari L'operazione esterna prende il nome di prodotto esterno o prodotto per scalare.
- Spazio vettoriale simplettico - Spazio vettoriale reale di dimensione pari, su cui sia definita una funzione bilineare che sia antisimmetrica e non degenere, detta prodotto antiscalare o simplettico
- Spazio vettoriale topologico – Spazio che sia contemporaneamente vettoriale e topologico

### Star-algebra o *-algebra
Vedere algebra

### Star-anello o *-anello
Uno *-anello è un anello associativo con un'operazione * : A → A che sia un antiautomorfismo e un'involuzione.
Più precisamente uno *-anello soddisfa le seguenti proprietà:
- {\displaystyle (x+y)^{*}=x^{*}+y^{*}}
- {\displaystyle (xy)^{*}=y^{*}x^{*}}
- {\displaystyle 1^{*}=1}
- {\displaystyle (x^{*})^{*}=x}

per ogni {\displaystyle x,y\in A}

[indice]

### Struttura algebrica
Un insieme A in cui siano definite una o più operazioni interne (cioè che trasformano uno o più elementi dell'insieme in un elemento dell'insieme stesso) che soddisfino date proprietà (come associatività, commutatività, ecc.) prende il nome di struttura algebrica. Ogni tipologia di struttura algebrica si differenzia dalle altre per il numero di operazioni e/o per le loro proprietà (vedere qui un elenco).
L'insieme  {\displaystyle A} prende il nome di insieme sostegno.
Le operazioni possono essere unarie (applicabili ad un solo elemento dell'insieme, come il cambio di segno di un numero), binarie (applicabili a due elementi dell'insieme, come la somma), ternarie, ecc.
[indice]

### Struttura differenziale
Vedere algebra differenziale

### Struttura d'ordine
Sinonimo di relazione d'ordine

### Struttura relazionale
Struttura matematica dotata di proprietà (relazioni, funzioni, ecc.) alcune delle quali non possono essere considerate operazioni algebriche (per esempio insiemi ordinati, grafi non orientati, digrafi, multigrafi, macchine di Turing, ecc.).
Sono strutture con proprietà generalmente più deboli di quelli delle strutture algebriche e interessano soprattutto la teoria degli algoritmi
[indice]

### Struttura topologica
Vedere Spazio topologico